# 골클럽
골클럽는 경기도 포천시에 위치한  유소년 축구단이며, 2018년에 창단하였다. 현재 U-18, U-15팀을 운영 중이다.

## 출신 선수
- 강윤구
- 민성준